# Rudolf III. Bádenský
Rudolf III. Bádenský (úmrtí 2. února 1332) byl markrabě bádenský.

## Život
Narodil se jako syn Rudolfa I. Bádenského a Kunigundy z Ebersteinu. Poté, co roku 1288 zemřel jeho otec, on se svými bratry Hessem, Heřmanem VII. a Rudolfem II. vládl markrabství. Oženil se s Juttou ze Strassbergu, se kterou neměl děti. Zemřel 2. února 1332 a byl pohřben v rodovém klášteře Lichtenthal.